# Коростільна
Корості́льна, Карасильня (пол. Korosilna), (рос. Кироскильна) — річка в Україні, у Тисьменицькому районі Івано-Франківської області. Права притока Дністра (басейн Чорного моря).

## Опис
Довжина 10 км, похил річки 8,6 м/км, площа басейну водозбору 49 км². Формується безіменними потоками, у пригирловій частині каналізована. Річка тече понад пагорбами: Стара Буда (344,4 м), Гунушня (320,3 м) та Копани (307,4 м).

## Розташування

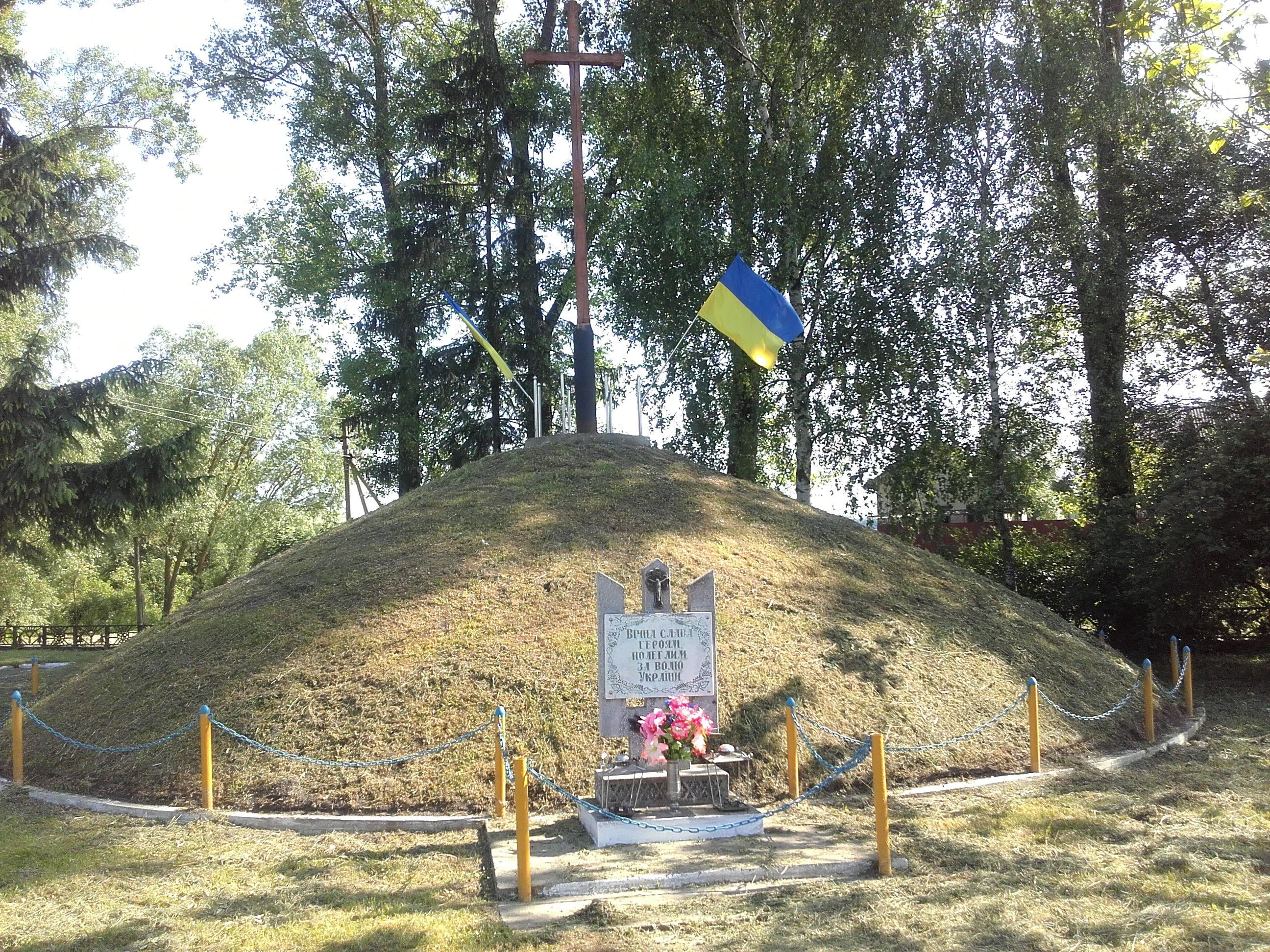
Символічна могила борцям за волю України

Бере початок на північно-західних схилах пагорба Могилка (340,2 м). Тече переважно на північний схід через Вільшаницю, Милування, Рошнів, Стриганці і на південно-західній стороні від села Довге впадає у річку Дністер.

## Притоки
- Мишківка (ліва)[3].

## Цікаві факти
- У селі Вільшаниця на лівому березі річки розташована Символічна могила борцям за волю України.
- У селі Милування річку перетинає автошлях Р20.